# Provincia de Nord, Zambia
Provincia de Nord este o unitate administrativă de gradul I a Zambiei. Reședința provinciei este orașul Kasama.

## Districte
Provincia de Nord se subdivide, la rândul ei, în 12 districte:
| - Chilubi - Kaputa - Kasama - Lunte - Lupososhi - Luwingu - Mbala - Mporokoso - Mpulungu - Mungwi - Nsama - Senga Hill |